# Wall (Unix)
A wall egy Unix parancs, mely üzenetet küld összes bejelentkezett felhasználónak. A parancs neve a "write to all" rövidítéséből ered.

## Használat
```
foo@foo:~$
 wall 
fájlnév
```

Ha a fájlnév elmarad, az üzenetet a standard bemenetről kapja:
```
foo@foo:~$
 echo 
text to send
 | wall
```

Ez az üzenet jelenik meg:
```
Broadcast Message from foo@lothlorien
  (/dev/pts/0) at 01:23...
```